# (7374) 1980 DL
A (7374) 1980 DL a Naprendszer kisbolygóövében található aszteroida. Zdeňka Vávrová fedezte fel 1980. február 19-én.